# ホテルマネージメントインターナショナル
ホテルマネージメントインターナショナル株式会社（英: Hotel Management International Co.,Ltd.）は東京都中央区に本社を置く、ホテルクラウンパレス、パールシティホテルチェーンなどを運営する企業である。既存のホテルを買収して再建し、チェーン化する手法で近年急成長している。ホテルマネージメントジャパンとは社名が似ているが、無関係である。
2024年4月に、マリオット・インターナショナルと戦略的パートナーシップを締結した。これにより、改装後東海・関西・九州・沖縄の一部ホテルがマリオットホテル及びコートヤード・バイ・マリオットへと2025年秋から2026年にかけてリブランドされる予定。
2024年8月には、IHGホテルズ&リゾーツと戦略的リブランド提携を結び、3ホテルをANAクラウンプラザホテルにリブランドする予定。

## 運営ホテル一覧

### 北海道・東北
- 札幌オークホテル（北海道札幌市中央区） - 加賀電子子会社（株）オークホテルから運営受託、2007年10月から営業開始。
- ホテルクラウンパレス青森（青森県青森市） - 2008年4月1日、厚生年金事業振興団から営業譲渡。旧青森厚生年金会館（ウェルシティ青森・2008年3月31日まで営業）。
- ホテルパールシティ八戸（青森県八戸市） - 2008年1月14日から運営。旧ホテルヒューストン。
- ホテルパールシティ盛岡（岩手県盛岡市） - 2002年9月1日から運営。旧ホテルサンルート盛岡（サンルートチェーンより移籍）。
- ホテルパールシティ仙台（宮城県仙台市青葉区） - 旧仙台富士ホテル。
- ホテルパールシティ気仙沼（宮城県気仙沼市） - 2004年1月23日から運営。旧ホテルサンルート気仙沼（サンルートチェーンより移籍）。
- ホテル亀屋（宮城県大崎市・鳴子温泉）
- ホテルパールシティ秋田チェーン
  - ホテルパールシティ秋田 川反（秋田県秋田市）
  - ホテルパールシティ秋田 竿燈大通り（秋田県秋田市）
  - ホテルパールシティ秋田 大町（秋田県秋田市）
- ホテルクラウンパレス秋北（秋田県大館市） - 旧秋北ホテル。2003年11月、秋北バスから営業譲渡。
- ホテルウェルネス横手路（秋田県横手市） - 2008年2月8日、秋田県社会保険協会から営業譲渡。旧政府管掌健康保険横手保養センター（ホールサムインよこて・2008年1月31日まで営業）。
- ホテルパールシティ天童（山形県天童市） - 旧天童パークホテル。

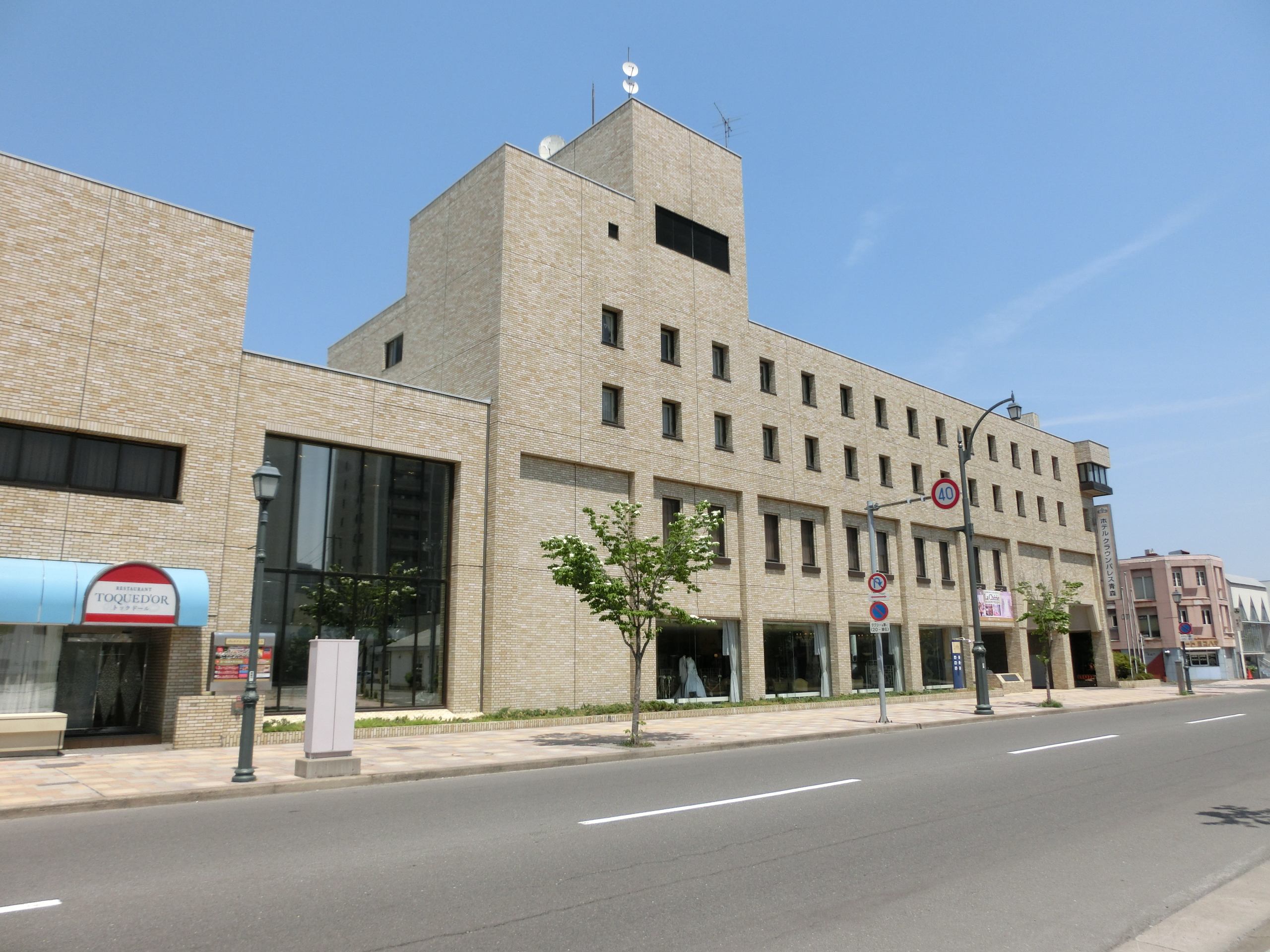
ホテルクラウンパレス青森
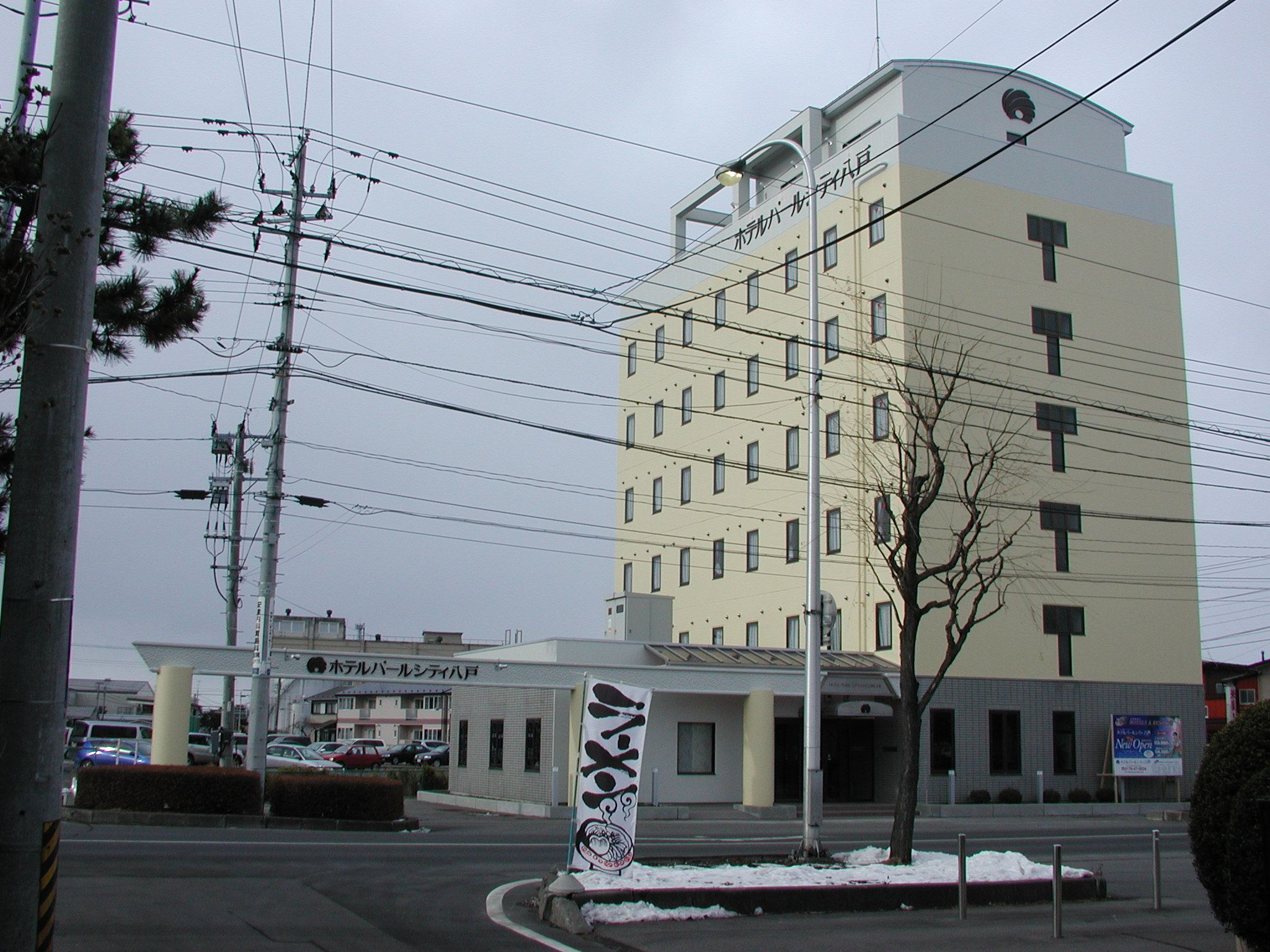
ホテルパールシティ八戸
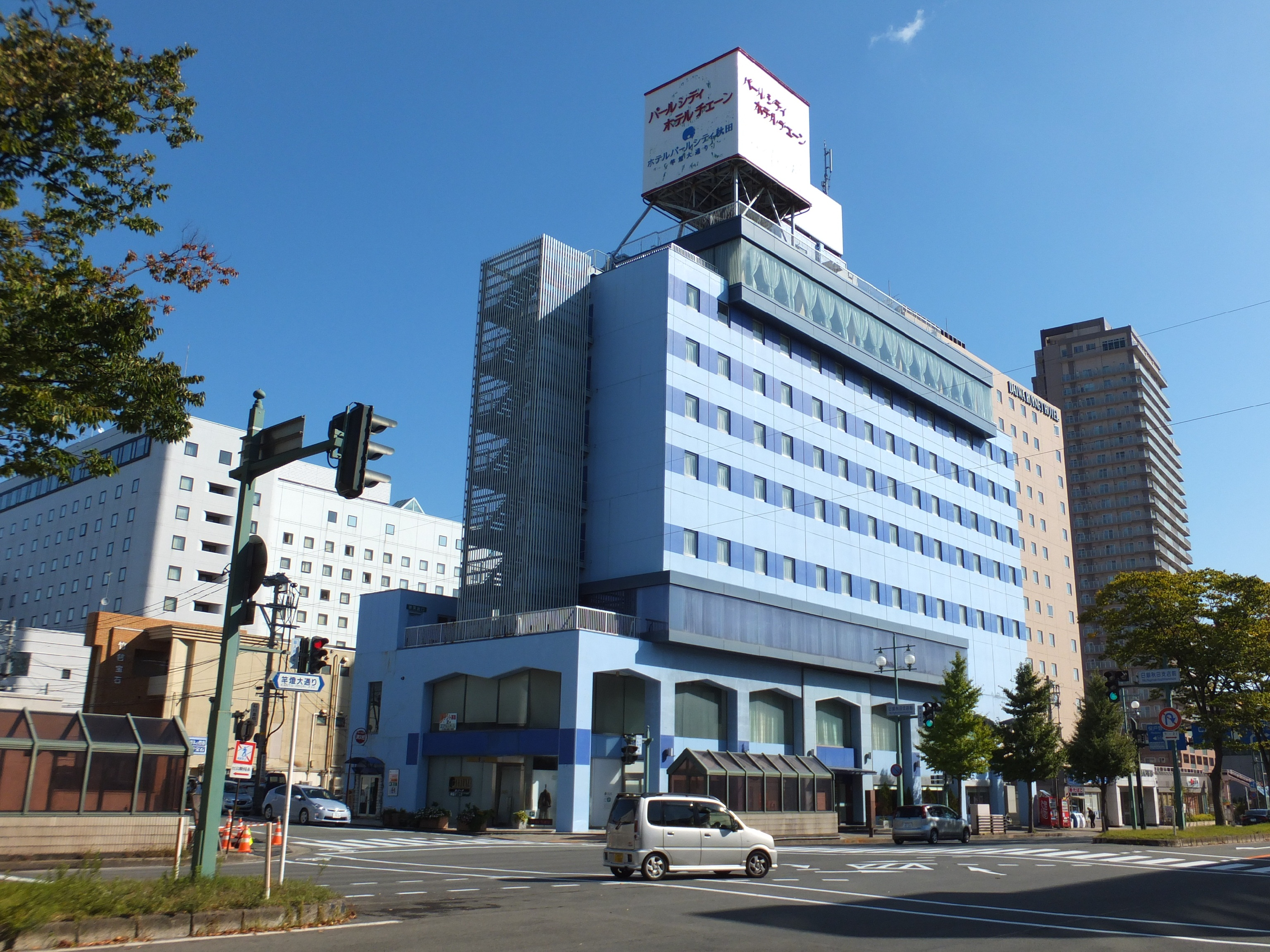
ホテルパールシティ秋田竿燈大通り
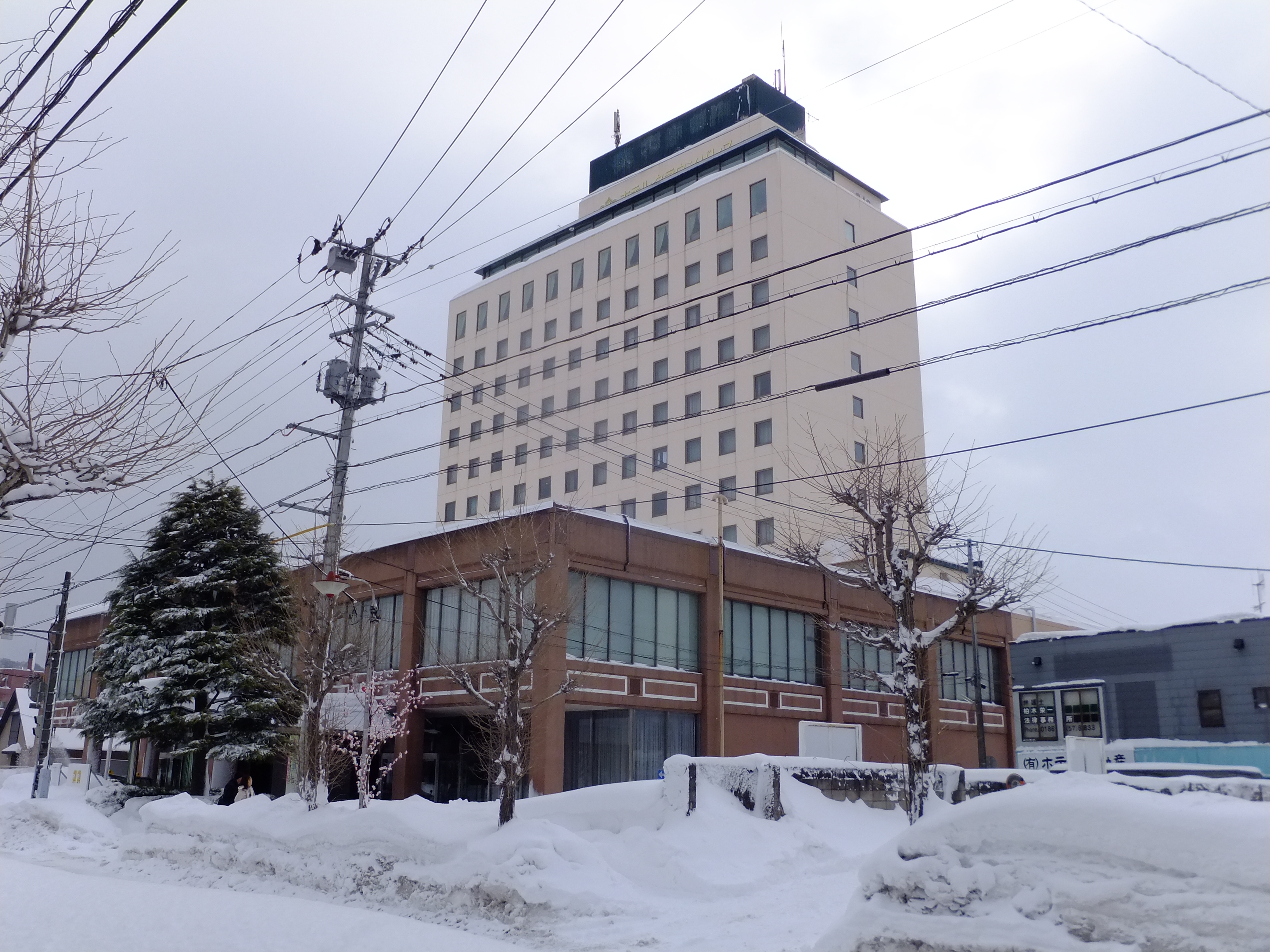
ホテルクラウンパレス秋北

### 関東・甲信
- ホテル南海荘（千葉県南房総市）
- 八丈シーパークリゾート（東京都八丈町）
- ホテルクラウンパレス甲府（山梨県甲府市） - 2007年12月5日、厚生年金事業振興団から営業譲渡。旧山梨厚生年金会館（ウェルシティ甲府・2007年11月30日まで営業）。
- 諏訪レイクサイドホテル（長野県諏訪市）
- 銀座クレストン（東京都中央区） - 2013年2月1日、阪急阪神ホテルズの東京新阪急ホテル築地を営業譲渡。阪急阪神第一ホテルグループの契約は継続。
- 渋谷クレストンホテル（東京都渋谷区）
- 調布クレストンホテル（東京都調布市）
- 三日月シーパークホテル勝浦（千葉県勝浦市） - 2022年3月1日、ホテル三日月より経営譲渡。
- 三日月シーパークホテル安房鴨川（千葉県鴨川市） - 同上。

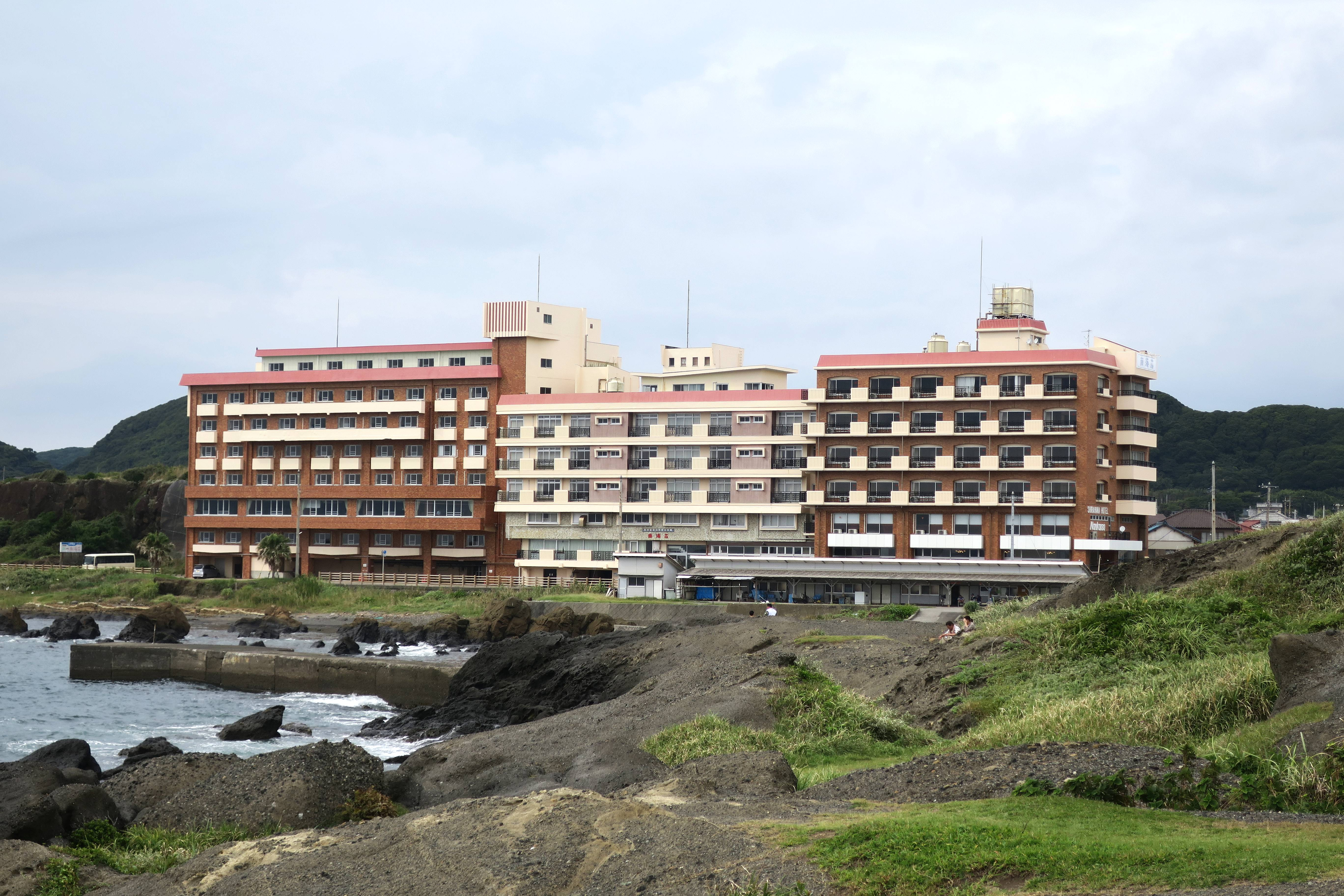
ホテル南海荘

### 東海・北陸
- ホテル北陸古賀乃井（石川県加賀市・片山津温泉）
- ホテル大のや（石川県加賀市・山代温泉） - 2005年3月から運営。
- ホテルウェルネス能登路（石川県羽咋郡宝達志水町） - 2008年1月14日、全国国民年金福祉協会連合会から営業譲渡。旧国民年金健康保養センターのと（2008年1月10日まで営業）。
- ホテルラヴィエ川良（静岡県伊東市・伊東温泉）
- ホテルクラウンパレス浜松（静岡県浜松市中央区） - 旧浜松名鉄ホテル。2009年12月4日に名古屋鉄道より買収。2026年度にANAクラウンプラザホテル浜松にリブランド予定[3]。
- グランドホテル浜松（静岡県浜松市中央区） - 運営会社の聴涛館が2013年3月18日、静岡地方裁判所浜松支部に会社更生法を申し立て、更生手続開始が決定。それに伴い、2014年2月1日にホテルマネージメントインターナショナルに営業譲渡。2025年秋以降に浜松マリオットホテルにリブランド予定。
- つま恋リゾート　彩の郷（静岡県掛川市） - 旧ヤマハリゾートつま恋。運営会社のヤマハリゾートの縮小により2016年12月25日に一旦営業終了。その後、ホテルマネージメントインターナショナルに譲渡され、2017年4月27日に再オープンした。
- 名古屋クレストンホテル（愛知県名古屋市中区） - パルコより買収。
- 伊良湖シーパーク&スパ（愛知県田原市） - 旧伊良湖ガーデンホテル。2009年12月4日に名古屋鉄道より買収。
- ホテルクラウンパレス知立（愛知県知立市） - 旧知立セントピアホテル。2026年度にANAクラウンプラザホテル知立にリブランド予定[3]。
- ホテルウェルネス鈴鹿路（三重県三重郡菰野町・湯の山温泉） - 2007年2月、三重県社会保険協会から営業譲渡。旧政府管掌健康保険三重保健福祉保養センター（ヘルシーパル湯の山・2007年1月31日まで営業）→ウェルネス・イン鈴鹿路。

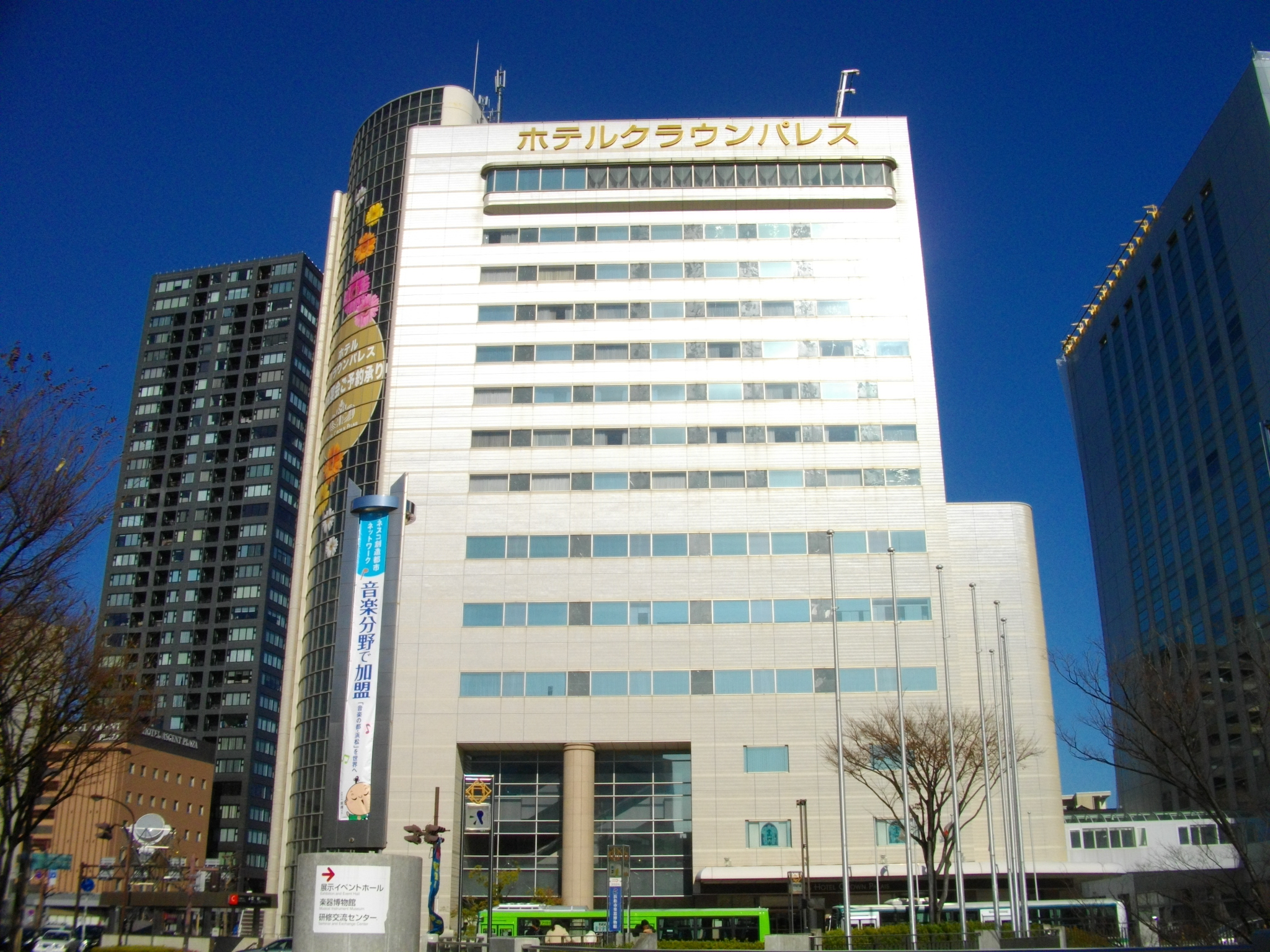
ホテルクラウンパレス浜松

### 近畿
- ホテル平安の森京都（京都府京都市左京区） - 旧ホテルサンフラワー京都（近鉄グループ）。2025年秋以降に京都マリオットホテルにリブランド予定。
- ホテルパールシティ神戸（兵庫県神戸市中央区・ポートアイランド） - 本社併設。2025年秋以降にコートヤード・バイ・マリオット神戸にリブランド予定。
- ホテルクラウンパレス神戸（兵庫県神戸市中央区・ハーバーランド）-　旧ニューオータニ神戸ハーバーランド。2025年秋以降に神戸マリオットホテルにリブランド予定。
- ホテルウェルネス飛鳥路（奈良県奈良市） - 2007年2月、全国国民年金福祉協会連合会から営業譲渡。旧ウェル飛火野荘（2007年1月31日まで営業）→ウェルネス・イン飛鳥路。
- ホテルウェルネス大和路（奈良県桜井市） - 2006年12月24日、全国国民年金福祉協会連合会から営業譲渡。旧国民年金健康保養センター大和路（2006年12月17日まで営業）→ウェルネス・イン大和路。

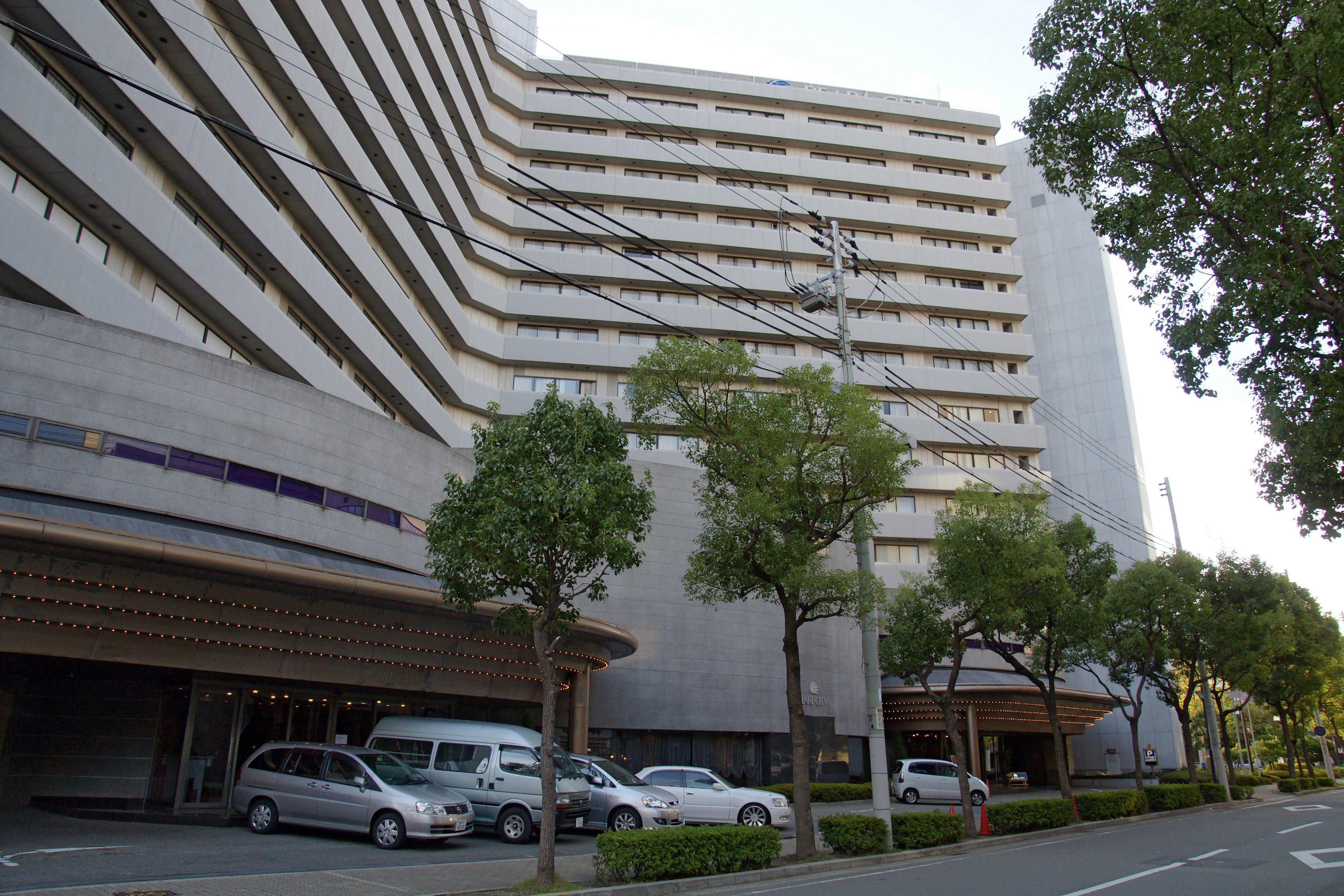
ホテルパールシティ神戸

### 中国
- 三朝ロイヤルホテル（鳥取県東伯郡三朝町・三朝温泉）
- ホテルウェルネスほうき路（鳥取県米子市・皆生温泉） - 2007年2月6日、鳥取県社会保険協会から営業譲渡。旧政府管掌健康保険米子保養センター（ホールサムインかいけ・2007年1月31日まで営業）→ウェルネス・インほうき路。
- ホテルウェルネス因幡路（鳥取県鳥取市・吉岡温泉） - 2007年2月、全国国民年金福祉協会連合会から営業譲渡。旧国民年金健康保養センターいなばじ（2007年1月31日まで営業）→ウェルネス・イン因幡路。
- 保性館（島根県松江市・玉造温泉） - 2008年5月9日、松江地方裁判所に自己破産を申し立て、手続きの開始が決定。それに伴いホテルマネージメントインターナショナルに営業譲渡。
- 旅亭 山の井（島根県松江市・玉造温泉） - 2008年5月9日、松江地方裁判所に自己破産を申し立て、手続きの開始が決定。それに伴いホテルマネージメントインターナショナルに営業譲渡。
- 湯本観光ホテル西京（山口県長門市・長門湯本温泉）

### 四国
- ザ クラウンパレス新阪急高知（高知県高知市、旧高知新阪急ホテル。阪急阪神ホテルズより株式譲渡後、2013年1月1日に改称。阪急阪神第一ホテルグループの契約は継続。2026年度にANAクラウンプラザホテル高知へリブランド予定[3]。）

### 九州
- ホテルクラウンパレス小倉（福岡県北九州市小倉北区） - 旧東京第一ホテル小倉（元東京第一ホテルチェーン）。運営受託ののちに改名。2025年秋以降にコートヤード・バイ・マリオット小倉にリブランド予定。
- ホテルパールシティ黒崎（福岡県北九州市八幡西区）- 旧ホテルサンルート黒崎（サンルートチェーンより移籍）。
- ホテルクラウンパレス北九州（福岡県北九州市八幡西区） - 2007年2月26日、三菱化学の子会社（株）北九州プリンスホテル（元プリンスホテルチェーン）からホテル事業を受託。2025年秋以降にコートヤード・バイ・マリオット北九州にリブランド予定。
- 長崎 にっしょうかん（長崎県長崎市） - 2008年7月3日、リニューアルオープン。
- 長崎 梅松鶴（長崎県長崎市）
- 長崎 紅葉亭（長崎県長崎市）
- 八代グランドホテル（熊本県八代市）
- ホテル霧島キャッスル（鹿児島県霧島市）

### 沖縄
- 本部グリーンパークホテル（沖縄県国頭郡本部町）
- リザンシーパークホテル谷茶ベイ（沖縄県国頭郡恩納村） - 2025年秋以降に沖縄マリオット・リザン・リゾート&スパにリブランド予定。

## 創業者・社長
HMIグループの創業者・代表取締役社長の比良竜虎は1948年インドのラージャスターン州ジャイプール生まれで 、1964年にシニア・ケンブリッジ資格（Senior Cambridge）をムンバイで取得している。東京の宝石貴金属業で財をなし、1970年にサンルートホテルチェーンを創業して（その後株式を他へ譲渡）、日本人女性との結婚を機に1975年に日本へ帰化して、比良竜虎を名乗っている。公益法人日印協会理事。1991年にホテルパールシティ神戸（グループ発祥の地）の開業を始めとして、その後各地にリゾートおよびビジネス・ホテルを展開。既存のホテルを買収して再建し、チェーン化する手法で近年急成長している。